# 蘇滁商務中心駅
蘇滁商務中心駅（そじょしょうむちゅうしんえき）は、中華人民共和国安徽省滁州市南譙区にある、南京地下鉄S4号線の駅である。

## 駅名
駅名については、事業着手当初は滁州市政府と南京地下鉄集団は「蘇滁產業園駅」の仮称を用いており、2022年9月2日に「荇塘駅」を駅名として第一次公示され、2022年11月15日に駅名が「蘇滁商務中心駅」に決定したことが発表された。

## 隣の駅
南京地下鉄
■S4号線
大王郢駅- 蘇滁商務中心駅 - 擔子駅